# Clitodoca fenestralis
Clitodoca fenestralis är en tvåvingeart som först beskrevs av Macquart 1843.  Clitodoca fenestralis ingår i släktet Clitodoca och familjen bredmunsflugor. Inga underarter finns listade i Catalogue of Life.